# Giorgio Morbiato
Giorgio Morbiato (Pàdua, província de Pàdua, 30 de juliol de 1948) va ser un ciclista italià que fou professional entre 1972 i 1974. Es dedicà principalment al ciclisme en pista.
Durant la seva carrera amateur va prendre part en dues edicions dels Jocs Olímpics. El 1968, a Ciutat de Mèxic, va guanyar una medalla de bronze en la prova de persecució per equips, junt a Luigi Roncaglia, Lorenzo Bosisio i Cipriano Chemello. Quatre anys més tard, a Múnic, no tingué tanta sort, quedant eliminat tot just començar en la mateixa prova.

## Palmarès
- 1968
  -  Campionat del món de persecució per equips amateur, amb Cipriano Chemello, Lorenzo Bosisio i Luigi Roncaglia
  -  Medalla de bronze als Jocs Olímpics de Ciutat de Mèxic en persecució per equips
- 1971
  -  Campionat del món de persecució per equips amateur, amb Giacomo Bazzan, Luciano Borgognoni i Pietro Algeri
- 1973
  - 1r al Gran Premi de Cecina
- 1974
  - 1r als Sis dies de Delhi, amb Alberto della Torre

### Resultats al Giro d'Itàlia
- 1973. Abandona